# علقة (الزلفي)
عَلَقَة أقليم في محافظة الزلفي، وتقع شمال غرب مدينة (الزلفي) على بعد خمسة أكيالٍ منها تقريباً على سفح نفود الثويرات بينه وبين جبال طويق. وكانت تشكل سابقاً إحدى البلدان الثلاث التي يتألف منها إقليم (الزلفي) وهي (علقة) و (البلاد) و (العقدة).
وعلقة هي مسكن (آل صالح بن راشد الأسعدي الروقي العتيبي) وهم من الاساعدة من قبائل عتيبة ولما انتقلوا إليها من (محافظة المجمعة) وأخرجوا (آل محدث)، ثم بدأ خروج بعض الأفراد والأسر منها إلى بقية مناطق محافظة الزلفي وإلى الأسياح وعنيزة وغيرها، ثم أصبح أكثر سكانها هم الفراهيد وإمارتها ل (آل علي بن فرهود) حتى الوقت الحاضر.
وهي أهم وأكبر القرى التابعة للزلفي وتقع إلى الشمال من مدينة الزلفي ويقطنها حوالي 8,000 آلاف نسمة. وتتوفر فيها مراكز ومرافق حكومية وهي من أقدم المناطق السكنية بالزلفي وتنقسم إلى الرفيعة في الحنوب والسعيدية في الشمال ويحوي حي السعيدية أقدم جامع في إقليم الزلفي.
تقع بلدة علقة ضمن إقليم الزلفي الذي يمتد من الغاط جنوباً وحتى الأسياح في منطقة القصيم شمالاً ومن حدود محافظة المجمعة شرقاً إلى القصيم غرباً وعلقة تأتي ضمن هذا الإقليم ويقول ابن خميس في المعجم الجغرافي (علقة): بفتح العين المهملة واللام والقاف وآخره هاء من قرى الزلفي في إمارة الرياض. 
وبلدة علقة تشهد حالياً نهضة شاملة في جميع الميادين، ويوجد بها العديد من الدوائر الحكومية وذلك مثل: الإمارة، والمدرسة الفيصلية الابتدائية، ومتوسطة علقة، ومجمع مدارس البنات (ابتدائي – متوسط – ثانوي) ومركز الرعاية الصحية، ومكتب البريد، ونادي طويق الرياضي، ومركز هيئة الأمر بالمعروف والنهي عن المنكر، وفرقة الطرق الزراعية، ومركز الدفاع المدني.

## سبب التسمية
علل بعضهم تسمية البلدة بعلقة لكثرة وجود نبات العلق الذي ينبت في الماء وذلك لمكوث السيول فيها طوال السنة. وقد ذكر في كتاب صحيح الأخبار أن اسمها ذو علق. قال ابن بليهد: الذي ذكره لبيد قرية من قرى الزلفي يقال لها في هذا العهد (علقة) حذف المضاف على طول الزمن.
إلا أن هذا القول بعيد عن الصواب كل البعد؛ لأن الوصف لا يطابق الموصوف، فالموضع الذي ذكره البلدانيون جبل مستقل، وقد حددوا مكانه، فلننظر إلى كلامهم:
قال البكري:
ذو علق بفتح أوله وثانيه، بعده قاف: جبل في ديار بني أسد، ولهم فيه يوم مشهور، وهو يوم ثنية ذي علق، قتلت فيه بنو أسد ربيعة بن مالك ابن جعفر أبا لبيد، وهو ربيعة المقترين، قال لبيد:
ولا من ربيع المقترين رزئتهبذى علق فأقني حياءك وأصبري

وقال ياقوت:

وذو علق: جبل معروف في أعلاه هضبة سوداء قال الأصمعي: وأنشد أبو عبيدة لابن أحمر:
ويوم ذي علق من أيامهم. فال لبيد بن ربيعة:
يعني بربيع المقترين أباه وكان مات في هذا الموضع.
وهناك ذو علق بالحجاز جاء في كتاب المعالم الجغرافية الواردة في السيرة النبوية (ذو علق) بالتحريك والعين مهملة:
جاء في قول أبي طالب يعرض بمن خذله من قريش:
وذو علق أحد فروع وادي نعمان، إذا صعدت جبل كرا تؤم الطائف كان علق على يمينك. وتسمى الجبال التي تسيل فيه جبال علق، وهو من ديار هذيل قديما وما زال كذلك. يبعد ذو علق - أو علق كما يسمى اليوم - شرق مكة 45 كيلا، على طريق الطائف المار في وادي نعمان. وأما علقة في الزلفي فاسمها علقة قديما وحديثا.

## جغرافية البلدة
تقع إلى الشمال من مدينة الزلفي وذلك في السهل المنبسط بين نفود الثويرات وجبال طويق وهي وإن كانت إلى النفود أقرب بكثير منها إلى جبل طويق، وموقع البلدة في سفح النفود «الثويرات» أعطى أراضي علقة ميزة الخصوبة ووفرة المياه وقربها نسبياً لرمال الثويرات. وتعد علقة اخفض موقع في اقليم الزلفي حيث إن أغلب الأودية المنحدرة من جبال طويق المتجهة إلى الغرب تجتمع في علقة ومنها: وادي عريعرة، وادي سمنان، شعيب أبا سديرة، شعيب القلتة.

## معالم علقة الاثرية

### الأسوار والأحياء القديمة
لا تزال الأحياء القديمة المبنية من الطين قائمة وذلك في حي الرفيعة والسعيدية، كما أن بيوتاً وبروجاً وحصوناً لا تزال قائمة في بعض المزارع القديمة في البلدة، ويشاهد الزائر لهذه الأحياء روعة العمارة والتصميم وفن النقش والزخرفة، ومن أهمها: مسجد السيف والسور المحيط بالسعيدية وقصر ابن روق.

### جبل طويق
وهو جبل اليمامة العملاق الأشم الذي يمتد من شمال الزلفي من جزرة ثم يذهب مجنباً ضارباً في أعماق نجد ماراً بمدن ومناطق نجد حتى يندفن في الربع الخالي ثم يخرج مرة ثانية ليلتقي مع جبال اليمن. هذا الجبل الذي يخترق منطقة الزلفي من الشمال إلى الجنوب حيث يبدأ من جزرة فالقلتة فعلقة حيث (أبي سديرة) فعريعرة فخشم أم الذر فسمنان فسويس هذا الجبل العظيم: تغنى فيه الشعراء قديماً وحديثاً فهذا الشاعر الجاهلي عمرو بن كلثوم يقول:
ويقول الشاعر راكان بن حثلين: 
وخشوم طويق فوقنا كنا وصفاً صقيل السيوف اللي تجدد جرودها 
ويقول شاعر الزلفي عبد الله الدويش:

### نفود الثويرات
بلدة علقة تقع على سفوح نفود الثويرات، هذه الكثبان الرملية التي تخترق منطقة الزلفي وموازية لجبال طويق من الغرب تشكل معظم أراضي منطقة الزلفي. وتحتضن العديد من القرى والهجر، وهي معلم بارز ومتنفس للكثير من الأسر والشباب في أيام الربيع والشتاء حيث تكتسي بالخضرة والنباتات البرية وتزدان بأشجار الأرطى. قصر ضبعان، القصير القلتة، جزرة تم إيرادها في صفحة تاريخ الزلفي تحت المعالم الأثرية.

## التعليم في علقة
في عام 1374 هـ أمر الملك سعود بافتتاح مدرسة ابتدائية ويدخل التعليم النظامي في علقة عامه الخمسين ثم تلا ذلك افتتاح متوسطة ابن تيمية وبعدها ثانوية الإمام محمد بن سعود أما بالنسبة للبنات فيوجد مدرسة ابتدائية ومتوسطة وثانوية وكلية ومن ثم جامعة.

## إمارة بلدة علقة بالزلفي[1]
الفراهيد من الأساعدة من قبيلة عتيبة هم أمراء بلدة علقة بالزلفي ولعل إمارتهم فيها تزامنت مع تأسيس البلدة. ولكن للأسف لم تسعفنا المصادر التاريخية للتعرف على أقدم الأمراء من الأسرة. والتالية أسماؤهم هم من تمكنا من حصرهم مع بيان تقريبي لتاريخ تولي الأقدمين منهم الإمارة:
1. حمود بن ناصر بن علي بن فرهود بن صالح بن راشد الأسعدي (تقريبا 1230 - 1250 هـ).
2. عبد الله بن ناصر العلي الفرهود ألاسعدي العتيبي  (1250 هـ إلى حوالي 1285 هـ) وقد توفي عام 1302 هـ تقريبا.
3. دهش بن عبد الله بن حمد الفرهود ألاسعدي العتيبي  (1285 هـ إلى وفاته 1299 هـ).
4. محمد بن عبد الله بن حمد الفرهود ألاسعدي العتيبي   (1299 هـ إلى 1331 هـ تقريباً) وقد توفي سنة 1340 هـ.
5. عبد المحسن بن محمد بن عبد الله بن حمد الفرهود ألاسعدي العتيبي  (1331 هـ تقريباً إلى وفاته في حياة والده عام 1334 هـ).
6. برجس بن دهش بن عبد الله بن حمد الفرهود ألاسعدي العتيبي  (1334 هـ إلى 1341 هـ) وتوفي عام 1380 هـ تقريباً.
7. علي بن محمد بن عبد الله بن حمد الفرهود ألاسعدي العتيبي  (1341 هـ إلى 1344 هـ) وتوفي عام 1349 هـ.
8. عبد الله بن صالح بن عبد الله بن حمد الفرهود ألاسعدي العتيبي  (1344 هـ إلى وفاته 1382 هـ).
9. دهش بن برجس بن دهش الحمد الفرهود ألاسعدي العتيبي  (1385 هـ إلى 1400 هـ) وتوفي عام 1413 هـ.
10. سعود بن دهش بن برجس الحمد الفرهود ألاسعدي العتيبي   (1400 هـ إلى 1407 هـ).
11. محمد بن دهش بن برجس الحمد الفرهود ألاسعدي العتيبي  (1407 هـ إلى تاريخه).